# شابور بختيار
شابور بختيار (بالفارسية: شاپور بختیار) (26 يونيو 1915 - 6 أغسطس 1991)، آخر رئيس وزراء في إيران تحت حكم الشاه محمد رضا بهلوي، وبعد الثورة الإيرانية هاجر إلى باريس التي بقي فيها حتى تم اغتياله.
كان أحد رموز المعارضة العلمانية قبل أن يتم تكليفه من قبل الشاه بتشكيل الحكومة قبيل مغادرته البلاد إثر الثورة، فاستمر في منصبه إلى أن أتى الخميني وأطاح بحكومته فغادر إلى منفاه بفرنسا وشكّل جبهة المقاومة الوطنية في إيران (NAMIR) المعارضة للنظام الإسلامي فتم آنذاك اغتياله من قبل حرس الثورة الإيراني.

## سيرة
ولد بختيار في شهركرد. كان وزيراً في حكومة محمد مصدق وقد طلب بختيار من الشاه محمد رضا بهلوي أن يوافق علي تشكيل مجلس وصاية ينوب عنه وأن يقوم الشاه بمغادرة البلاد في عطلة. فقبل بختيار رئاسة الوزراء. وقام بتعديلات واسعة وحسب ما قال الكاتب والصحفي الإيراني مسعود بهنود أن بختيار رفع الرقابة من الصحافة وأعطاها الحرية الكاملة. ثم حدث انشقاق في الجبهة الوطنية. أعلن الخميني طرده، بعد الثورة الإسلامية. اضطر شابور بختيار إلى ترك الحكم وسافر إلى فرنسا حيث قاد «جبهة المقاومة الإيرانية المعارضة» للجمهورية الإسلامية في إيران، حيث تم اغتياله بمنزله برفقة سكرتيره الخاص في أحد ضواحي باريس من قِبَل ثلاثة أشخاص كما قُتل أحد جيرانه ورجل شرطة ذبحا بسكين لتقطيع الخبز، ولم تكتشف وفاته إلا بعد مرور 36 ساعة. واتهم أطراف من الحرس الثوري الإيراني بجريمة الاغتيال فرنسا. فرَّ اثنان من القتلة إلى إيران في حين اعتقل الثالث «علي فاكيلي راد» في سويسرا وسُلّم إلى فرنسا برفقة «زيال سارهادي» وهو قريب بعيد للرئيس الإيراني آنذاك هاشمي رفسنجاني وتمت محاكمة علي فاكيلي راد وحُكم عليه بالسجن المؤبد في 1994.
دُفن بختيار في مقبرة مونبرناس بباريس.